# My Heart Twinkle Twinkle
My Heart Twinkle Twinkle (en hangul, 내 마음 반짝반짝) titulada en español como Mi corazón brilla brilla, es una serie de televisión surcoreana emitida durante 2015 y protagonizada por Jang Shin Young, Bae Soo-bin, Lee Tae Im, y Nam Bo Ra.
Fue emitida por Seoul Broadcasting System desde el 17 de enero hasta el 12 de abril de 2015, con una longitud final de 26 episodios que fueron emitidos las noches de sábados y domingos a las 21:55 (KST). Narra las historias de dos familias que compiten por las ventas de pollo frito.

## Argumento
Lee Jin San es el dueño del Jinshim Original Fried Chicken Restaurant, junto a sus tres hijas Lee Soon Jin, Lee Soon Soo y Lee Soon Jung. Desde la muerte de su madre, Soon Jin ha mantenido funcionando el restaurante y cuidadando de su padre y hermanas menores.
Soon Jin lucha por mantener al Jinshim funcionando frente a su rival, el Woon Tak Chiken Restaurant, que es administrado por el despiadado Chun Woon Tak. Por otro lado esta Soon Soo es pianista, pero tiene el corazón roto porque su novio la dejó y por el contrario Soon Jung se encuentra en medio de un triángulo amoroso junto a Jang Soon Chul y Cha Do Hoon.

## Reparto

### Principal
Jinshim Original Fried Chicken Restaurant
- Nam Bo Ra como Lee Soon Jung.
- Jang Shin Young como Lee Soon Jin.
- Lee Tae Im como Lee Soon Soo.
- Lee Deok-hwa como Lee Jin Sam.[5][6]
- Yoon Mi Ra como Lee Mal Sook.

### Secundario
Woon Tak Chicken Restaurant
- Bae Soo-bin como Chun Woon-tak.
- Son Eun Seo como Chun Geum Bi.
- Ha Jae Sook como Chun Eun Bi.
- Geum Bo Ra como Hwang Mi Ja.
- Do Ki Suk como Park Yong Shik.

Hombres de las tres hermanas
- Lee Pil Mo como Jang Soon Chul.
- Oh Chang-seok como Cha Do-hoon.
- Jung Eun Woo como Goo Kwan Mo.
- Yoon Da Hoon como Pyo Sung Joo.
- Jo Seung Hyun como Yang Min Ho .

Cha Young Group Home
- Cha Soo Yeon como Cha Ye Rin.
- Kim Dong Hyun como Cha Suk Nam.[7]
- Jung Ae Ri como Kang Sung Sook.

### Otros
- Jung Kyu Soo como Han Young Pyo.
- Kim Ha Kyun como Director Shin Ha Sung
- Kim Kyung Ryong como Director Park.
- Lim Hyun Shik como Kim Soon Dol.
- Dong Ha como Sun Woo.
- Kim Jin-yeop como Hyung-shik.
- Kim Il Woo como Young Soo.[7]
- Lee Hyo Jung como Kang Jin Woo.
- Lee Seung Hyung como Jo Jin Woo.

Apariciones especiales
- Kim Min Young como Jang Kyung Ja.
- Lee Deok Hwa como Lee Jin Sam.
- Kim Hak Chul como Chun Ki Bum.
- Moon Hee Kyung como Profesor de música.
- Yang Hee Kyung como Presidente Gong.
- Kwon Hae Hyo como Dal Kwan.[7]
- Kim Sun Hwa
- Goo Hye Ryung
- Kim Ki Chun
- Seo Dong Won
- Jung Dong Kyu
- Youm Dong Hun
- Choi Sun Ja
- Kim Dong Kyun

## Recepción
Su primer episodio logro un 2,9 % de porcentaje de audiencia a nivel nacional frente a 30 % de «Legendary Witch» de MBC TV, lo que desencadenó, que inicialmente la serie contaba con 50 episodios, fue reducida a 30 y finalmente 26 episodios, terminando súbitamente el 12 de abril de 2015, permaneciendo solo 3 meses en pantalla, la mitad del tiempo estipulado en un principio.

### Audiencia
En Azul la audiencia más baja y en rojo la más alta, correspondientes a las empresas medidoras TNms y AGB Nielsen. Los espacios en blanco corresponden a cuotas de audiencia demasiado bajos, por ende las empresas medidoras suelen no publicarlos.
| Ep. #    | Fecha original de emisión | Share        | Share        | Share       | Share       |
| Ep. #    | Fecha original de emisión | TNmS Ratings | TNmS Ratings | AGB Nielsen | AGB Nielsen |
| Ep. #    | Fecha original de emisión | Nacional     | Seúl         | Nacional    | Seúl        |
| -------- | ------------------------- | ------------ | ------------ | ----------- | ----------- |
| 1        | 17 de enero de 2015       | 3.2 %        | -            | 2.9 %       | -           |
| 2        | 18 de enero de 2015       | 2.5 %        | -            | 2.1 %       | -           |
| 3        | 24 de enero de 2015       | 2.7 %        | -            | 2.6 %       | -           |
| 4        | 25 de enero de 2015       | 2.6 %        | -            | 2.3 %       | -           |
| 5        | 31 de enero de 2015       | 2.6 %        | -            | 2.7 %       | -           |
| 6        | 1 de febrero de 2015      | 2.1 %        | -            | 2.8 %       | -           |
| 7        | 7 de febrero de 2015      | 2.7 %        | -            | 3.0 %       | -           |
| 8        | 8 de febrero de 2015      | 2.2 %        | -            | 2.3 %       | -           |
| 9        | 14 de febrero de 2015     | 2.4 %        | -            | 2.7 %       | -           |
| 10       | 15 de febrero de 2015     | 2.0 %        | -            | 2.0 %       | -           |
| 11       | 22 de febrero de 2015     | 2.3 %        | -            | 2.1 %       | -           |
| 12       | 22 de febrero de 2015     | 4.0 %        | -            | 4.2 %       | -           |
| 13       | 28 de febrero de 2015     | 2.9 %        | -            | 2.5 %       | -           |
| 14       | 1 de marzo de 2015        | 2.7 %        | -            | 2.7 %       | -           |
| 15       | 7 de marzo de 2015        | 2.7 %        | -            | 3.1 %       | -           |
| 16       | 8 de marzo de 2015        | 2.6 %        | -            | 2.6 %       | -           |
| 17       | 14 de marzo de 2015       | 4.3 %        | -            | 3.8 %       | -           |
| 18       | 15 de marzo de 2015       | 3.4 %        | -            | 3.4 %       | -           |
| 19       | 21 de marzo de 2015       | 4.0 %        | %            | 4.7 %       | %           |
| 20       | 22 de marzo de 2015       | 3.5 %        | %            | 4.4 %       | %           |
| 21       | 28 de marzo de 2015       | 4.3 %        | %            | 3.9 %       | %           |
| 22       | 29 de marzo de 2015       | 4.4 %        | %            | 5.1 %       | %           |
| 23       | 4 de abril de 2015        | 5.4 %        | %            | 5.0 %       | %           |
| 24       | 5 de abril de 2015        | 4.7 %        | %            | 4.9 %       | %           |
| 25       | 11 de abril de 2015       | 6.3 %        | 7.1 %        | 5.7 %       | 6.4 %       |
| 26       | 12 de abril de 2015       | 4.7 %        | %            | 5.2 %       | 5.5 %       |
| Promedio | Promedio                  | 3.3 %        |              | 3.4 %       |             |